# Wardsville
Wardsville è un villaggio degli Stati Uniti d'America, situato nello Stato del Missouri, nella contea di Cole.